# إيرل كامبل
إيرل كامبل (بالإنجليزية: Earl Campbell) (و. 1955  م) هو لاعب كرة قدم أمريكية، من الولايات المتحدة، ولد في تايلر، تكساس، يلعب كراكض للخلف ‏.

## التعليم
تعلم في Tyler High School ‏.

## جوائز
حصل على جوائز منها:
- قاعة مشاهير محترفي كرة القدم.

## روابط خارجية
- إيرل كامبل على موقع مرجع كرة القدم المحترفة.كوم (الإنجليزية)
- إيرل كامبل على موقع كلية كرة القدم في سبورتس رفرنس.كوم (الإنجليزية)